# Kabanjahe
Kabanjahe (übersetzt „Ingwerstadt“) ist eine Stadt in der Provinz Nordsumatra der indonesischen Insel Sumatra und Regierungssitz des Regierungsbezirks Karo. Die Stadt liegt nördlich des Tobasees, 12 km südlich von Berastagi sowie nordwestlich der kreisfreien Stadt (Kota) Pematang Siantar und südwestlich der Provinzhauptstadt Medan.

## Bevölkerung
Die Stadt und ihre Umgebung sind Siedlungsgebiet der Karo-Batak, einer von mehreren Batakvolksgruppen (wie den Angkola-, Mandailing-, Toba-, Pakpak- und Simalungun-Batak). Heute leben hier zudem Chinesen, Achinesen, ethnische Malaien, Minangkabau sowie umgesiedelte Javaner. Die Bevölkerung ist überwiegend christlich und minderheitlich muslimisch. Eine erste Volkszählung (1990) ergab, 46.000 Einwohner in der Stadt, woraufhin für 2011 über 60.000 prognostiziert wurden. 2010 war der Bevölkerungsstand dann mit 63.326 Einwohnern festgestellt.

## Handelsstandort
Kabanjahe liegt im kulturell interessanten Batakgebiet. Die Batak-Märkte bieten beispielsweise Ulos feil. Bedeutsam ist der Montagsmarkt, der regem informatorischen Austausch dient.

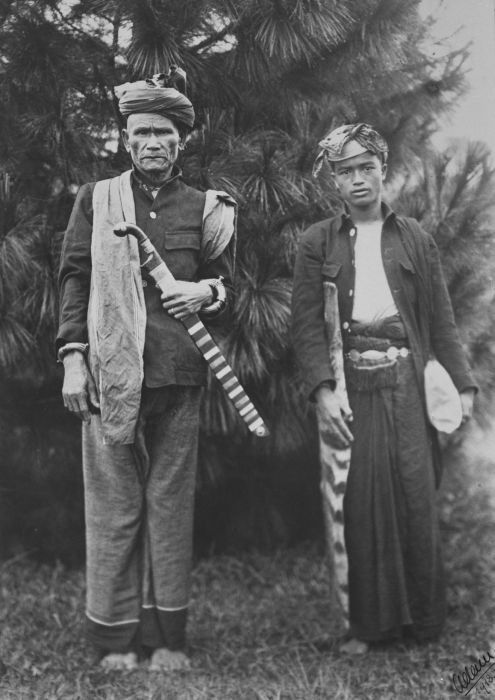
Kabanjahe-Mann mit einem jungen Prinzen

## Tourismus
Kabanjahe wird oft als Ausgangspunkt für den Besuch der Karo-Batak gewählt, insbesondere für Fahrten nach Barusjahe oder Lingga. Barusjahe wird gerne mit Ultraleichtflugzeugen angeflogen. Allein in Lingga lassen sich etwa 30 traditionelle Batak-Häuser besichtigen, wovon ungefähr ein Dutzend Langhäuser sind. Eine kulinarische Spezialität der Region ist das Schweinefleisch-Gericht Babi pangang.

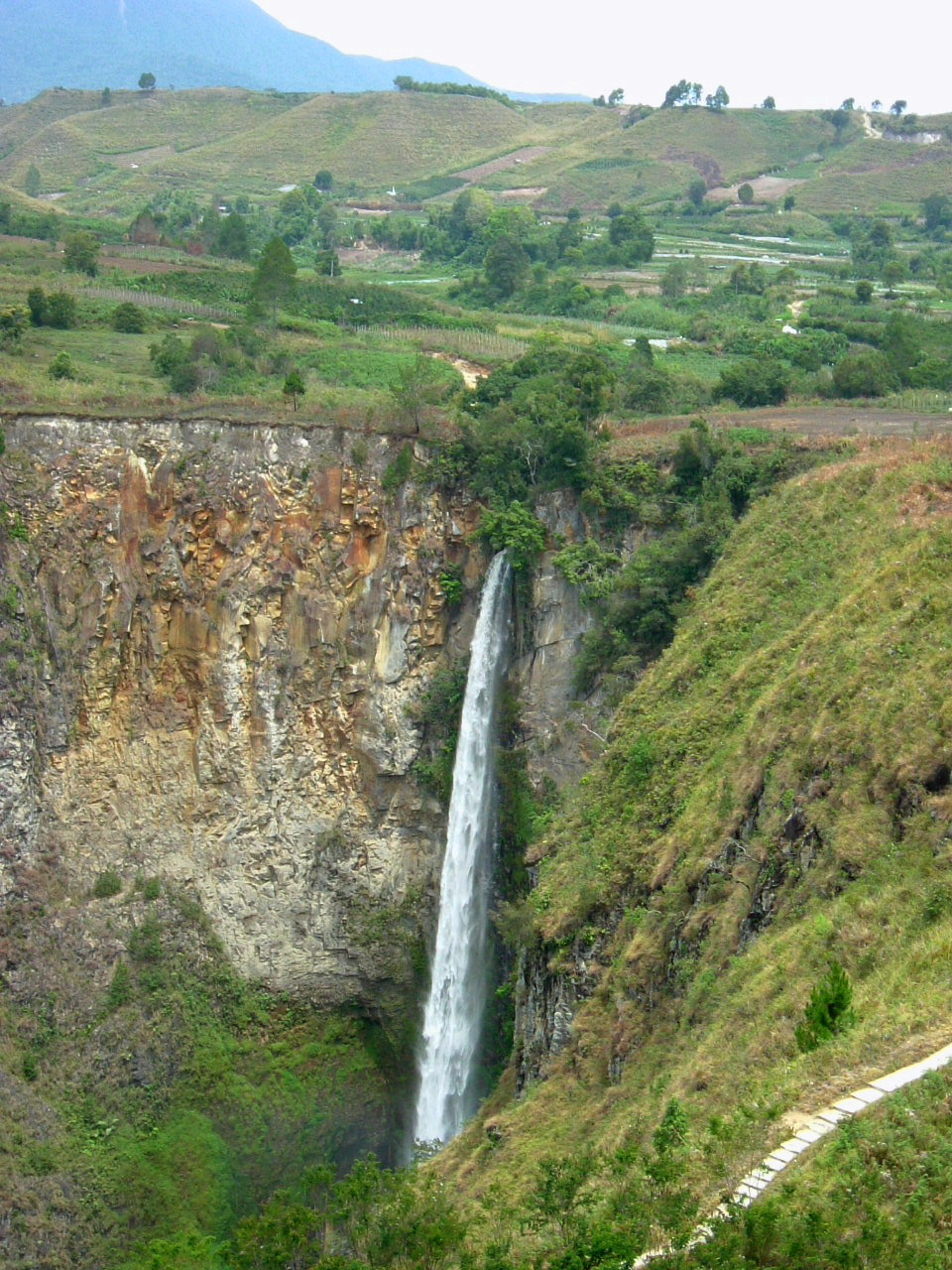
Der Sipisopiso-Wasserfall unweit von Kabanjahe

Ungefähr 24 km abseits der Stadt, fällt der Sipisopiso-Wasserfall in schmaler Spur aus 120 m Höhe in den Tobasee. Auch lassen sich der 2454 m hohe Gunung Sinabung, der erstmals wieder nach 400 Jahren im August 2010 ausgebrochen ist, und der Kawar-See bequem von Kabanjahe aus erreichen. Ein weiterer Vulkan, der 2095 m hohe Gunung Sibayak, liegt nordwestlich von Berastagi und weist schwefelhaltige Quellen auf. Der Schwefel wird von den Bewohnern der Umgebung abgebaut, da er als Arzneimittel und als Pestizid verwendet wird.

## Bildungswesen
1986 wurde mit der Universitas Karo Area (UKA) eine Universität in der Stadt begründet.

## Verkehr
Die Städte Kabanjahe und Berastagi sind gut miteinander verknüpft. Eine Fahrt von Stadt zu Stadt dauert etwa 90 Minuten.

## Historische Bilder der Karo-Batak

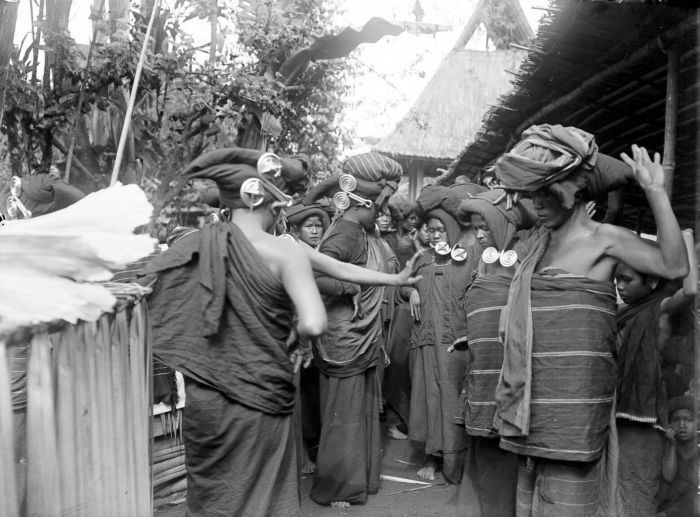
Tanzende Karo-Batak Frauen mit Ohrschmuck, der padung padung genannt wird
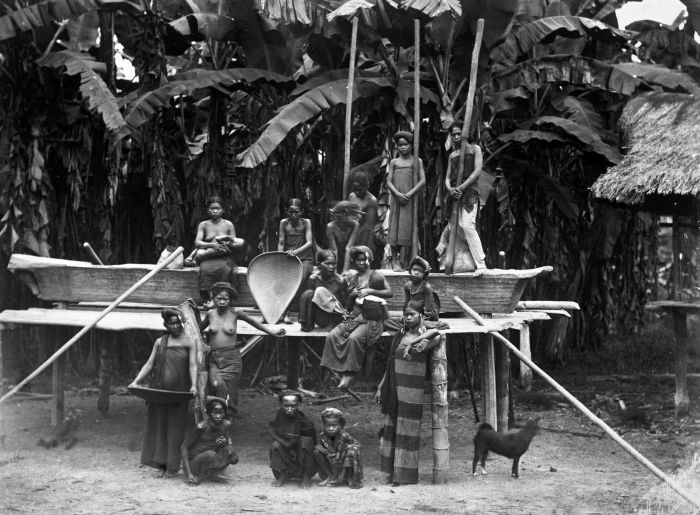
Gruppenbild von Karo Batak, die Reis zerstoßen
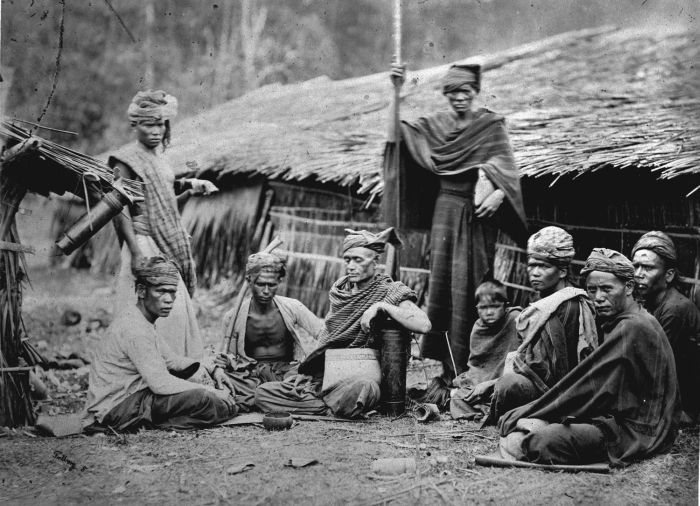
Eine Gruppe von Karo-Batak
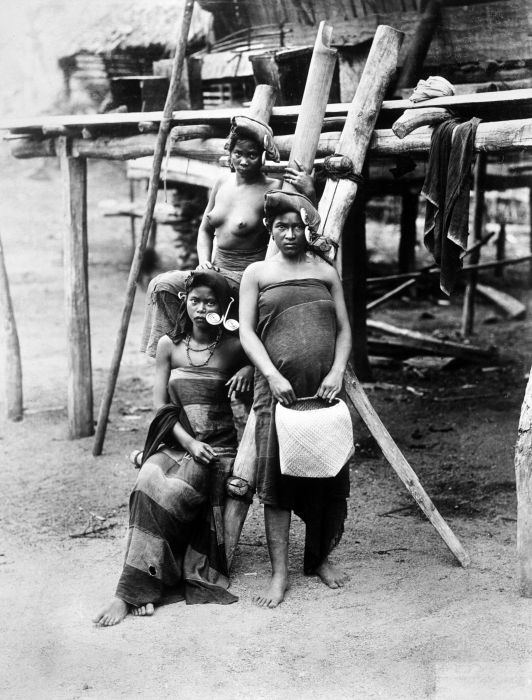
Karo-Frauen
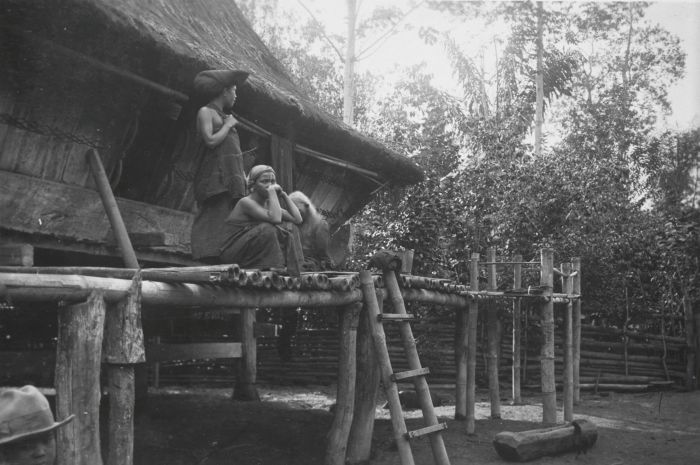
Vor der Haustür
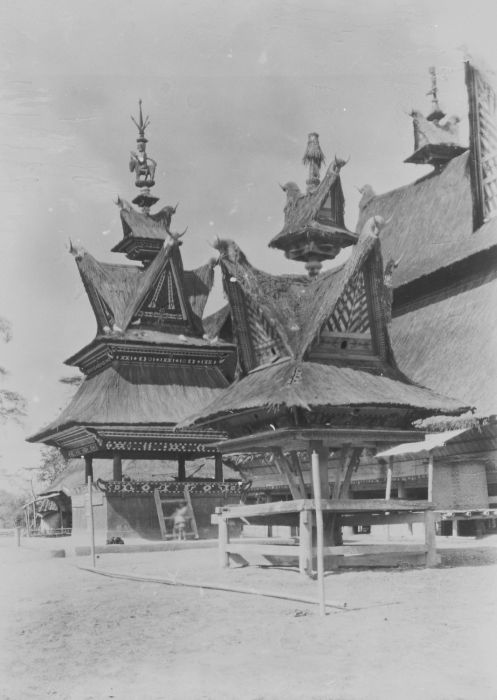
Totenkopf-Haus
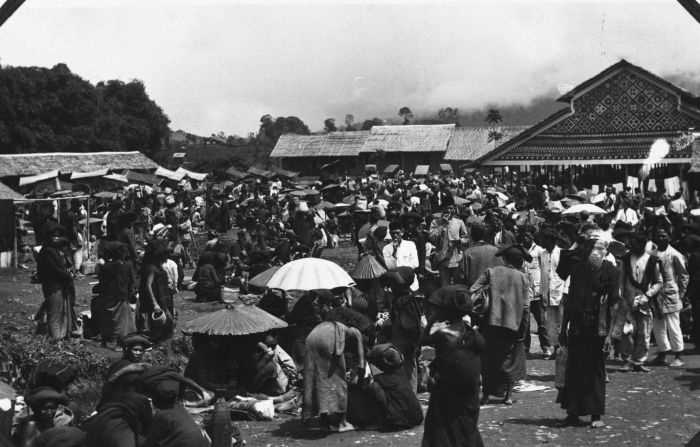
Markt in Berastagi
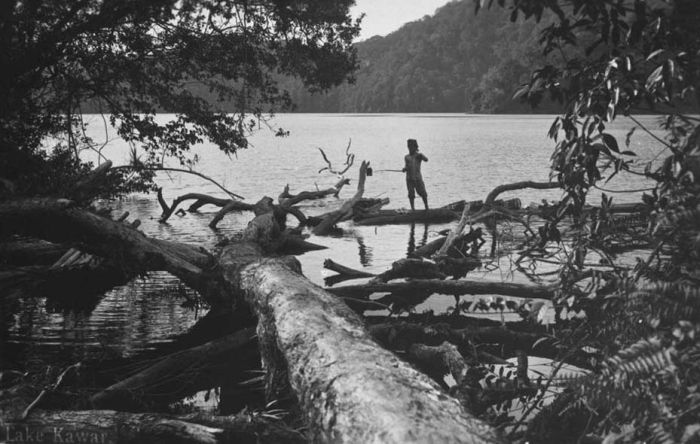
Fischen am Laut Kawar